# Илмасталу
И́лмасталу, ранее также И́льмасталу (эст. Ilmastalu) — деревня на севере Эстонии в волости Куусалу, уезд Харьюмаа.

## География и описание
Деревня расположена на 43-м км дороги Таллин—Нарва (часть E20), к востоку от волостного центра — посёлка Куусалу. Высота над уровнем моря — 13 метров.
Климат умеренный. Официальный язык — эстонский. Почтовый индекс — 74619.

## Население
По данным переписи населения 2021 года, в Илмасталу проживали 30 человек, из них 29 (96,7 %) — эстонцы.
Численность населения деревни Илмасталу по данным переписей населения:
| Год  | 1959 | 1970 | 2000 | 2011 | 2021 |
| ---- | ---- | ---- | ---- | ---- | ---- |
| Чел. | 13   | ↗ 16 | ↗ 34 | ↗ 37 | ↘ 30 |

## История
Впервые упоминается в 1823 году (Ilmastallo). Согласно Г. Вильбасте, Илмасталу возникла как место жительства бобыля в лесу, принадлежавшем мызе Кида (Кийу), напротив земель мызы Кольк (Колга), на высоком хребте. В 1977–1997 годах Илмасталу годах была частью деревни Козу.